# Gouvernement de la Thaïlande
Le gouvernement de la Thaïlande (thaï : รัฐบาลไทย, RTGS : Ratthaban Thai, rát.tʰā.bāːn tʰāj), officiellement appelé Gouvernement royal thaï (en anglais : Royal Thai Government) est un gouvernement au sein d'une monarchie constitutionnelle à régime parlementaire. Il se divise en trois branches : le pouvoir exécutif, le pouvoir législatif et le pouvoir judiciaire.
Le gouvernement de la Thaïlande est régi pour la première fois à la suite de la révolution siamoise de 1932 et de la Constitution qui l'a suivie, transformant ainsi le royaume de Siam, auparavant monarchie absolue, en une monarchie constitutionnelle. Le pays se voit ensuite dirigé par de nombreux militaires ainsi que suivi par de nombreux coups d'États, le dernier étant celui de 2014. Sous ses dix-huit constitutions, la Thaïlande ne connaît cependant presque aucun changement sur la structure du gouvernement, celui-ci étant calqué sur le système de Westminster.
Le Premier ministre, élu par la Chambre des représentants (et, depuis la Constitution de 2017, le Sénat, dans le cadre d'une session conjointe de l'Assemblée nationale) puis nommé par le monarque, est le chef du gouvernement et forme avec les ministres d'État le Cabinet de la Thaïlande, principal organe du pouvoir exécutif. 
Le pouvoir législatif, organe de la branche législative, est constitué d'un parlement bicaméral, l'Assemblée nationale : le Sénat (chambre haute) et la Chambre des représentants (chambre basse). Seuls les membres de la chambre basse sont élus directement par la population thaïlandaise. 
Les cours de justices, tribunaux militaires, le tribunal administratif ainsi que la Cour constitutionnelle et la Cour suprême constituent le pouvoir judiciaire.